# Nannopsittaca
Genre
Le genre Nannopsittaca regroupe deux espèces d'oiseaux appartenant au groupe des touïs et à la famille des Psittacidae.

## Description
Ces deux espèces ne présentent pas de dimorphisme sexuel. Elles se nourrissent de graines, de baies, de fruits, d'insectes et de larves.
Ces oiseaux ne sont pas fréquents en captivité.

## Liste des espèces
D'après la classification de référence (version 2.2, 2009) du Congrès ornithologique international (ordre phylogénique) :
- Nannopsittaca panychlora – Toui des tépuis
- Nannopsittaca dachilleae – Toui de D'Achille